# Кавамура Такуму
Такуму Кавамура (яп. 川村 拓夢, Kawamura Takumu, 28 серпня 1999) — японський футболіст, півзахисник «Ред Булла» (Зальцбург) та національної збірної Японії.

## Клубна кар'єра
Кавамура народився в префектурі Хіросіма 28 серпня 1999 року. У 2018 році він приєднався до основної команди клубу Джей-ліги 1 «Санфречче Хіросіма». Він дебютував за першу команду 7 березня наступного року, у віці 17 років, під час виїзного матчу Кубка ліги проти «Гамба Осаки» (4:0), замінивши нападника Дайкі Ватарі на 82-й хвилині. Він провів ще два матчі у цьому турнірі того сезону, але у чемпіонаті так і не зіграв.
В результаті для отримання ігрової практики Кавамура був відданий в оренду клубу Джей-ліги 2, «Ехіме», де провів три сезони.
На сезон 2022 року Такуму повернувся до рідного клубу. 19 лютого 2022 року він дебютував у Джей-лізі 1, вийшовши на заміну замість Тосіхіро Аоями у другому таймі в домашньому матчі проти «Сагана Тосу» (0:0). Того ж року Кавамура здобув свій перший трофей після перемоги у фіналі Кубка ліги над «Сересо Осакою» (2:1).
24 червня 2024 року Кавамура приєднався до австрійської команди «Ред Булл» (Зальцбург), підписавши чотирирічний контракт.

## Виступи за збірні
Кавамура дебютував у національній збірній Японії 1 січня 2024 року в товариському матчі проти Таїланду (5:0), де забив гол.

## Досягнення
- Володар Кубка Джей-ліги: 2022[5]